# Ulvåtjärnen
Ulvåtjärnen är en sjö i Åre kommun i Jämtland och ingår i Indalsälvens huvudavrinningsområde. Sjön har en area på 0,07 kvadratkilometer och ligger 830 meter över havet.

## Delavrinningsområde
Ulvåtjärnen ingår i det delavrinningsområde (700939-132099) som SMHI kallar för Ovan None. Medelhöjden är 894 meter över havet och ytan är 8,85 kvadratkilometer. Det finns inga avrinningsområden uppströms utan avrinningsområdet är högsta punkten. Stor-Ulvån som avvattnar avrinningsområdet har biflödesordning 4, vilket innebär att vattnet flödar genom totalt 4 vattendrag innan det når havet efter 393 kilometer. Avrinningsområdet består mestadels av kalfjäll (99 procent). Avrinningsområdet har 0,07 kvadratkilometer vattenytor vilket ger det en sjöprocent på 0,8 procent.